# Tigre siberià
El tigre siberià o tigre de l'Amur (Panthera tigris altaica) és la subespècie de tigre que viu més al nord, en els boscos de fulla perenne de l'extrem sud-est de Sibèria i la frontera entre Rússia i la Xina. A la fi del Plistocè s'estenia des de Mongòlia al Japó, reduint-se posteriorment la seva àrea de distribució a causa de la pressió humana. En temps històrics va desaparèixer del llac Baikal, la major part de Manxúria i la península de Corea. Actualment el seu estat és crític, reduït a menys de 500 exemplars que vaguen per l'Extrem Orient Rus i potser al voltant d'una vintena en les proximitats de les muntanyes Jangbaek, a la Xina. Igual que la resta de tigres, aquesta subespècie està protegida internacionalment.
El tigre siberià és el felí més gros que existeix actualment, amb l'excepció dels lleons tigre, només existents en captivitat.
Comunament es creu que aquests tigres arriben als 350 kg i una longitud de 3,7 m incloent la cua, però això és extremadament inusual, ja que en estat salvatge els mascles tenen un pes terme mitjà d'uns 227 kg, amb una longitud sense incloure la cua de poc més de 2 m, encara que la grandària terme mitjà màxim és de 2,44 de llarg sense incloure la cua i un pes de 306 kg, altres mascles van pesar només 181kg i van amidar 1,83 m de llarg. Les femelles són molt més petites, amb fins a 2,75 m de llarg, incloent-hi la cua i un pes de 167 kg. El seu pelatge, lleonat amb ratlles marrons i no negres, és més pàl·lid que el d'altres subespècies de tigres, diferència que augmenta a l'hivern, quan el pèl s'aclareix encara més. En els mesos freds el pèl es torna més llarg i espès, creixent fins als 65 mm de longitud en algunes zones amb la finalitat de protegir-lo del gèlid hivern siberià.
Dintre de la regió russa dels rius Amur i Ussuri, els tigres siberians es concentren en les zona del krai de Primórie i la part meridional del krai de Khabàrovsk. Comparteixen la taigà densa i humida de la zona amb altres grans depredadors com els llops, ossos (tant bruns com negres), Gulo gulo, linxs i lleopards de la subespècie local Panthera pardus orientalis, avui dia molt amenaçada, entre els quals és el depredador dominant (al costat dels ossos bruns mascles). De fet, a excepció dels ossos bruns, els tigres cacen ocasionalment qualsevol dels animals anteriors. No obstant això, les preses més comunes d'aquest animal són ungulats, fonamentalment senglars i grans cèrvids com el sika japonès, el cérvol comú i l'alci, als quals aferra amb les seves potents potes anteriors fins que els clava els ullals al coll, matant-los per asfíxia o dessagnats. Degut probablement a l'escassa densitat humana en la seva àrea de distribució, no es coneixen casos de persones mortes per tigres siberians.
La seva dieta es compon de cérvols mesquers, uapitís, cabirols, ossos bru, ossos del Tibet, ants, senglars, moschus, gòrals i cervols Sika, i de preses petites s'alimenten poques vegades llebre de les neus, piques, conills i salmons.